# Lapū'ī
Lapū'ī (persiska: لپوئی, Lapū’ī) är en ort i Iran.   Den ligger i provinsen Fars, i den centrala delen av landet, 700 km söder om huvudstaden Teheran. Lapū'ī ligger 1 598 meter över havet och antalet invånare är 4 975.
Terrängen runt Lapū'ī är kuperad söderut, men norrut är den platt. Runt Lapū'ī är det ganska tätbefolkat, med 179 invånare per kvadratkilometer. Det finns inga andra samhällen i närheten. Omgivningarna runt Lapū'ī är i huvudsak ett öppet busklandskap.